# Номер на ООН
Номер на ООН е четирицифрен номер, който идентифицира опасни материали и предмети (като експлозиви, запалими течности, окислители, токсични течности и др.) в рамките на международната търговия и транспорт. Някои опасни вещества имат свои собствени номера на ООН (напр. акриламидът има номер на ООН 2074), докато понякога групи от химикали или продукти с подобни свойства получават общ номер (напр. запалими течности, които не са посочени по друг начин, имат номер на ООН 1993). Химикал в твърдо състояние може да получи различен номер от течната си фаза, ако неговите опасни свойства се различават значително; вещества с различни нива на чистота (или концентрация в разтвор) също могат да получат различни номера.

## Идентификатори на опасност
Всеки номер на ООН е свързан с идентификатор на опасност, който индикира общия клас на опасност и подразделение (и в случай на експлозиви – тяхната група за съвместимост). Ако дадено вещество има няколко аспекта на опасности, тогава могат да бъдат посочени идентификатори на вторичен риск. Не е възможно да се изведе класът (класовете) на опасност на дадено вещество от неговия номер на ООН: трябва да се потърси в таблица.

## Обхват
Номерата на ООН варират от 0004 до около 3550 (0001 – 0003 вече не се използват) и се присвояват от Комитета на експертите на ООН за транспортиране на опасни товари. Те се публикуват като част от Препоръки за превоз на опасни товари, известни още като Оранжевата книга на Комитета. Тези препоръки се приемат от регулаторната организация, отговорна за различните видове транспорт. Няма номер на ООН, определен за неопасни вещества.